# KBE 80
Die normalspurige Tenderlokomotive KBE 80 der Köln-Bonner Eisenbahnen (KBE) war eine Dampflokomotive für den gemischten schweren Betrieb und wurde von Hanomag 1929 gebaut. Das Einzelstück stand bis 1961 in Betrieb und wurde dann ausgemustert sowie verschrottet.

## Geschichte
1929 benötigten die Köln-Bonner Eisenbahnen für den ansteigenden Betrieb schwerere und stärkere Lokomotiven. Sie bestellten die damals schwerste 1'D1'-Tenderlokomotive von Hanomag. Die Lokomotive sollte im Raum Wesseling Züge in Steigungen bis zu 25 ‰ befördern können.
Die Lokomotive war leistungsfähig, hatte sehr gute Laufeigenschaften und wurde für den Personen- sowie den Güterzugbetrieb verwendet. Von den Eisenbahnern der KBE wurde die Maschine Jumbo genannt. Bei den Heizern war die Maschine nicht beliebt, sie hatte einen sehr hohen Kohleverbrauch und war ein schlechter Dampfmacher. Die KBE setzten nach dem Erfolg der Lok 80 verstärkt auf Lokomotiven mit dieser Achsfolge, jedoch kamen später gelieferte Fahrzeuge von Krupp.
Durch die Beschaffung von Diesellokomotiven wurde sie nach und nach überflüssig, war bis 1961 in Betrieb und wurde dann ausgemustert sowie verschrottet.

## Konstruktion
Die Lokomotive war mit einem Oberflächenvorwärmer von Knorr ausgerüstet. Der minimal zu durchfahrene Kurvenradius betrug 140 m. Die Lok war durchweg mit Armaturen ausgerüstet, die der Norm der Deutschen Reichsbahn entsprach. Neu waren für die KBE auch die Sicherheitsventile der Bauart Coale und der Kipprost.
Der sehr große und leistungsfähige Kessel ruhte auf einem Barrenrahmen, der mit einer Blechstärke von 100 mm aufgebaut war. Ursprünglich hatte die Lok einen Speisewasser-Vorwärmer der Bauart Hanomag mit einer Kolbenspeisepumpe der Bauart Nielebock-Knorr. Der Vorwärmer befriedigte nicht und wurde von der KBE durch eine zweite Strahlpumpe ersetzt.
Das Fahrwerk der Lokomotive wurde vorn und hinten mit einem Deichselgestell der abgeänderten Bauart Krauss-Helmholtz realisiert. Der Seitenanschlag betrug bei der Lok ±125 mm. Durch lange Ausgleichhebel mit entsprechendem Mittenabstand wurde das Lokgewicht von der ersten bzw. 4. Kuppelachse zu den Laufachsen hin so verteilt, dass die Treibachsen ca. 19 t bzw. die Laufachsen ca. 15 t Achslast aufwiesen. Die Heusinger-Steuerung wirkte auf Kolbenschieber mit Knorr-Druckausgleichern. Hinter dem Schornstein auf der Rauchkammer war das Luftsaugventil befestigt, es mündete in das Naßdampfventil des Überhitzerkastens.
Die KBE 80 besaß einen pneumatischen Sandstreuer mit acht Sandfallrohren je Triebwerksseite sowie ein geräumiges und geschlossenes Führerhaus. Um 1950 wurde die Lok zusätzlich mit Windleitblechen ausgerüstet.